# Catherine Naglestad
Catherine Naglestad (* 1965 in San Jose) ist eine US-amerikanische Opern- und Konzertsängerin in der Stimmlage Sopran.

## Leben

### Jugend und Ausbildung
Naglestad wurde als Tochter skandinavischer Eltern in Kalifornien geboren und wuchs in der San Francisco Bay Area auf. Sie erwarb ihren Bachelor of Music am San Francisco Conservatory of Music und vertiefte ihr Studium in Rom, Mailand und New York City.

### Karriere
Catherine Naglestad hat in ihrer frühen Karriere zunächst Rollen wie die Konstanze in Die Entführung aus dem Serail und die Fiordiligi in Così fan tutte von Wolfgang Amadeus Mozart, die Alcina in der gleichnamigen Oper von Georg Friedrich Händel und die Alceste in der gleichnamigen Oper von Christoph Willibald Gluck interpretiert. In späteren Jahren hat sie sich die dramatischen Rollen von Giuseppe Verdi, Giacomo Puccini und Richard Strauss erarbeitet sowie die Werke von Richard Wagner, darunter die Brünnhilde in Siegfried an der Bayerischen Staatsoper unter Kent Nagano, die Elsa in Lohengrin am Teatro Real Madrid, die Senta in Der fliegende Holländer und die Sieglinde in Die Walküre an De Nederlandse Opera, beide dirigiert von Hartmut Haenchen.
Naglestad hat Hauptrollen an den Opernhäusern und in den Konzertsälen auf der ganzen Welt gesungen, darunter – neben den bereits genannten – in Deutschland an der Staatsoper Unter den Linden und der Deutschen Oper in Berlin sowie den Opernhäusern in Düsseldorf, Frankfurt, Hamburg und Stuttgart, in Österreich an der Wiener Staatsoper, in der Schweiz am Opernhaus Zürich, in Frankreich an der Opéra National de Paris, der Opéra Bastille und der Opéra Garnier in Paris sowie den Opernhäusern in Lyon und Marseille, im Vereinigten Königreich am Royal Opera House in London und dem Opernhaus in Edinburgh, in Japan in der Suntory Hall und am New National Theatre in Tokio und in den Vereinigten Staaten an der San Francisco Opera, der Dallas Opera sowie der Metropolitan Opera in New York City. Außerdem hat sie bei vielen Opernfestivals mitgewirkt, darunter die Festspiele in Salzburg, Baden-Baden, Bregenz, Edinburgh, die Ruhrtriennale, das Budapest Spring Festival und das Hong Kong Arts Festival.
Eng verbunden war Naglestad mit dem Staatstheater Stuttgart, wo sie von 1997 bis 2003 engagiert war. Hier gab sie unter anderen die Rollen der Vitellia in La clemenza di Tito, Nedda in Pagliacci, Elisabetta in Don Carlos, Leonore in Il trovatore, Norma in der gleichnamigen Oper von Vincenzo Bellini und Händels Alcina.
In der Opernsaison 2013/2014 gab Catherine Naglestad ihr Debüt als Minnie in Giacomo Puccinis La fanciulla del West am Opernhaus Zürich dirigiert von Marco Armiliato. Sie gastierte an De Nederlandse Opera und der Bayerischen Staatsoper als Brünnhilde in Richard Wagners Siegfried. Außerdem gab sie die Leonora in La forza del destino von Giuseppe Verdi am Grand Théâtre de la Ville de Luxembourg, die Sieglinde in Wagners Die Walküre an De Nederlandse Opera sowie die Elsa von Brabant in Wagners Lohengrin.
Die Opernsaison 2014/2015 führte Naglestad an die Wiener Staatsoper (als Salome in der gleichnamigen Oper von Richard Strauss unter Simone Young), eine Partie, wie es sie auch schon am Teatro San Carlo in Neapel unter Leitung von Nicola Luisotti gegeben hat. Weitere Stationen waren das Staatstheater Stuttgart (als Cio-Cio San in Puccinis Madama Butterfly), die Bayerische Staatsoper (als Brünnhilde in Wagners Siegfried) und die Staatsoper Hamburg (als Cassandre in Les Troyens von Hector Berlioz).
In der Opernsaison 2015/2016 gab Naglestad die Cio-Cio-San am Staatstheater Stuttgart, die Salome an der Deutschen Oper Berlin, die Senta in Der fliegende Holländer von Richard Wagner an der Bayerischen Staatsoper und den Münchner Opernfestspielen sowie die Floria Tosca in Puccinis Tosca am Opernhaus Zürich.
In der Opernsaison 2016/2017 sang sie in Cavalleria rusticana von Pietro Mascagni (als Santuzza am Opernhaus Zürich), Salome (als Salome an der Deutschen Oper Berlin), Die Gezeichneten von Franz Schreker (als Carlotta Nardi bei den Münchner Opernfestspielen).
Die Opernsaison 2017/2018 führte Naglestad ans Opernhaus Zürich als Salome und Minnie, als Carlotta Nardi ans Saarländische Staatstheater sowie an die Deutsche Oper Berlin als Salome und Floria Tosca.
In der Opernsaison 2018/2019 war sie als Floria Tosca an der Staatsoper Stuttgart, an der Wiener Staatsoper, am New National Theatre Tokyo und in der Biwako Hall zu hören, als Salome an der Deutschen Oper Berlin und als Carlotta Nardi an der Bayerischen Staatsoper und am Opernhaus Zürich.
In der Opernsaison 2020/2021 gab sie die Senta in Richard Wagners Der Fliegende Holländer mit der San Francisco Symphony.
Zu weiteren Rollen, die Catherine Naglestad im Laufe ihrer Karriere gegeben hat, gehören die Amelia in Verdis Un ballo in maschera und die Titelpartie in Puccinis Manon Lescaut. Den kompletten Opernzyklus Der Ring des Nibelungen von Richard Wagner hat sie in Amsterdam gesungen.
2006 wurde Catherine Naglestad in Stuttgart zur Kammersängerin ernannt. Im gleichen Jahr wählte sie die Zeitschrift Opernwelt für ihre Rollenporträts von Norma und Alceste zur Sängerin des Jahres. Für ihre Tosca in Puccinis gleichnamiger Oper verlieh ihr die Dallas Opera den Debut Artist of the Year Award.
Auch auf einigen DVDs ist Catherine Naglestad zu sehen und zu hören, darunter in Wagners Der fliegende Holländer und Mozarts La clemenza di Tito beim Label Opus Arte sowie Glucks Alceste, Händels Alcina und Mozarts Die Entführung aus dem Serail bei Arthaus.

## Repertoire (Auswahl)

### Oper
| Komponist                 | Oper                          | Rolle              |
| ------------------------- | ----------------------------- | ------------------ |
| Vincenzo Bellini          | Norma                         | Norma              |
| Hector Berlioz            | Les Troyens                   | Cassandre          |
| Ferruccio Busoni          | Doktor Faust                  | Herzogin von Parma |
| Christoph Willibald Gluck | Alceste                       | Alceste            |
| Georg Friedrich Händel    | Alcina                        | Alcina             |
| Georg Friedrich Händel    | Amadigi                       | Melissa            |
| Georg Friedrich Händel    | Rodelinda                     | Rodelinda          |
| Ruggero Leoncavallo       | Pagliacci                     | Nedda              |
| Pietro Mascagni           | Cavalleria rusticana          | Santuzza           |
| Wolfgang Amadeus Mozart   | Così fan tutte                | Fiordiligi         |
| Wolfgang Amadeus Mozart   | Don Giovanni                  | Donna Elvira       |
| Wolfgang Amadeus Mozart   | Die Entführung aus dem Serail | Konstanze          |
| Wolfgang Amadeus Mozart   | La clemenza di Tito           | Vitellia           |
| Giacomo Puccini           | La Bohème                     | Musetta            |
| Giacomo Puccini           | La fanciulla del West         | Minnie             |
| Giacomo Puccini           | Madama Butterfly              | Cio-Cio-San        |
| Giacomo Puccini           | Manon Lescaut                 | Manon Lescaut      |
| Giacomo Puccini           | Tosca                         | Tosca              |
| Franz Schreker            | Die Gezeichneten              | Carlotta           |
| Richard Strauss           | Salome                        | Salome             |
| Giuseppe Verdi            | Aida                          | Aida               |
| Giuseppe Verdi            | Un ballo in maschera          | Amelia             |
| Giuseppe Verdi            | Don Carlos                    | Elisabetta         |
| Giuseppe Verdi            | La forza del destino          | Leonora            |
| Giuseppe Verdi            | Il trovatore                  | Leonore            |
| Richard Wagner            | Der fliegende Holländer       | Senta              |
| Richard Wagner            | Lohengrin                     | Elsa               |
| Richard Wagner            | Siegfried                     | Brünnhilde         |
| Kurt Weill                | Der Protagonist               | Catherine          |
| Kurt Weill                | Royal Palace                  | Dejanira           |

### Vokalwerke
| Komponist        | Werk             |
| ---------------- | ---------------- |
| Arnold Schönberg | Gurre-Lieder     |
| Giuseppe Verdi   | Messa da Requiem |

## Auszeichnungen
- 2006: Wahl zur „Sängerin des Jahres“ durch die Zeitschrift Opernwelt für ihre Rollenporträts von Norma und Alceste[7]
- Auszeichnung als „Debut Artist of the Year“ durch die Dallas Opera[7]

## Diskografie (Auswahl)
- Die Entführung aus dem Serail von Wolfgang Amadeus Mozart mit Catherine Naglestad, Heinz Göhrig, Kate Ladner, Matthias Klink, Roland Bracht und dem Chor und Orchester der Staatsoper Stuttgart, dirigiert von Lothar Zagrosek